# Premio Roma
Pour les articles homonymes, voir Prix de Rome (homonymie).
Le Prix de Rome est une course hippique de plat se déroulant au mois de novembre sur l'Hippodrome de Capannelle, à Rome (Italie).
C'est une course de Groupe 2 internationale réservée aux chevaux de 3 ans et plus. Elle était labellisée Groupe 1 jusqu'en 2016.
Elle se court sur la distance de 2 000 mètres, et son allocation s'élève à 242 000 € (en 2015).

## Palmarès depuis 1987
| Année                      | Vainqueur          | S/A | Pays        | Père          | Jockey                | Entraîneur         | Propriétaire                  | Temps   |
| -------------------------- | ------------------ | --- | ----------- | ------------- | --------------------- | ------------------ | ----------------------------- | ------- |
| 2021                       | Skalleti           | H.6 | France      | Kendargent    | Antonio Orani         | Jérôme Reynier     | Jean-Claude Seroul            | 2'05"00 |
| 2020                       | Thunderman         | M.4 | Italie      | Blu Air Force | Salvatore Sulas       | Alduino Botti      | Scuderia Del Giglio Sardo Srl | 1'58"90 |
| 2019                       | Skalleti           | H.4 | France      | Kendargent    | Pierre-Charles Boudot | Jérôme Reynier     | Jean-Claude Seroul            | 2'07"50 |
| 2018                       | Va Dank            | M.6 | Allemagne   | Archipenko    | Eduardo Pedroza       | Andreas Wöhler     | Team Valor & J.P. Zienkiewicz | 2'14"60 |
| 2017                       | Anda Muchacho      | M.3 | Italie      | Helmet        | Dario Vargiu          | Nicolo Simondi     | Scuderia Incolinx & D. Romeo  | 2'03"60 |
| Éditions classées Groupe I |                    |     |             |               |                       |                    |                               |         |
| 2016                       | Potemkin           | H.5 | Allemagne   | New Approach  | Eduardo Pedroza       | Andreas Wöhler     | K. Allofs & Gestüt Fahrhof    | 2'06"80 |
| 2015                       | Dylan Mouth        | M.4 | Italie      | Dylan Thomas  | Fabio Branca          | Stefano Botti      | Scuderia Effevi Srl           | 1'58"70 |
| 2014                       | Priore Philip      | M.3 | Italie      | Dane Friendly | Dario Vagiu           | Stefano Botti      | Scuderia Ste Ma               | 1'58"40 |
| 2013                       | Feuerblitz         | M.4 | Allemagne   | Big Shuffle   | Thierry Thulliez      | Mickaël Figge      | Rennstall Eivissa Gmbh        | 1'59"14 |
| 2012                       | Hunter's Light     | M.4 | Royaume-Uni | Dubawi        | Silvestre de Sousa    | Saeed Bin Suroor   | Godolphin                     | 2'03"38 |
| 2011                       | Zazou              | M.4 | Allemagne   | Shamardal     | Mickaël Barzalona     | Waldemar Hickst    | Ramzan Kadyrov                | 2'03"40 |
| 2010                       | Rio de la Plata    | M.5 | Royaume-Uni | Rahy          | Frankie Dettori       | Saeed Bin Suroor   | Godolphin                     | 2'02"70 |
| 2009                       | Voila Ici          | M.4 | Italie      | Daylami       | Mirco Demuro          | Vittorio Caruso    | Scuderia Incolinx             | 2'10"40 |
| 2008                       | Estejo             | M.4 | Allemagne   | Johan Cruyff  | Daniele Porcu         | Ralf Rohne         | Giovanni Martone              | 2'06"70 |
| 2007                       | Pressing           | M.4 | Italie      | Soviet Star   | Neil Callan           | Michael Jarvis     | Gary A. Tanaka                | 2'02"10 |
| 2006                       | Cherry Mix         | M.5 | France      | Linamix       | Frankie Dettori       | Saeed Bin Suroor   | Godolphin                     | 1'59"40 |
| 2005                       | Soldier Hollow     | M.5 | Allemagne   | In The Wings  | William Mongil        | Peter Schiergen    | Gestüt Park Wiedingen         | 2'04"20 |
| 2004                       | Soldier Hollow     | M.4 | Allemagne   | In The Wings  | William Mongil        | Peter Schiergen    | Gestüt Park Wiedingen         | 2'02"70 |
| 2003                       | Imperial Dancer    | M.5 | Royaume-Uni | Primo Dominie | Ted Durcan]           | Mick Channon       | Imperial Racing               | 2'01"60 |
| 2002                       | Sunstrach          | M.4 | Italie      | Polar Falcon  | Frankie Dettori       | Emilio Borromeo    | Scuderia Rencati              | 2'02"70 |
| 2001                       | Shibuni's Falcon   | M.4 | Italie      | Polar Falcon  | Mario Esposito        | Maurizio Guarnieri | Scuderia Athena               | 2'05"90 |
| 2000                       | Elle Danzig        | F.5 | Allemagne   | Roi Danzig    | Andrasch Starke       | Andreas Schütz     | Gestüt Wittekindshof          | 2'09"30 |
| 1999                       | Elle Danzig        | F.4 | Allemagne   | Roi Danzig    | Andrasch Starke       | Andreas Schütz     | Gestüt Wittekindshof          | 2'07"10 |
| 1998                       | Taipan             | M.6 | Royaume-Uni | Last Tycoon   | Pat Eddery            | John Dunlop        | Lord Swaythling               | 2'03"30 |
| 1997                       | Taipan             | M.5 | Royaume-Uni | Last Tycoon   | John A. Reid          | John Dunlop        | Lord Swaythling               | 2'06"40 |
| 1996                       | Flemensfirth       | M.4 | Royaume-Uni | Alleged       | Frankie Dettori       | John Gosden        | Cheikh Al Maktoum             | 2'00"80 |
| 1995                       | Slicious           | M.3 | Italie      | Slip Anchor   | Mario Esposito        | Vittorio Caruso    | Scuderia Laghi                | 2'00"80 |
| 1994                       | Big Tobin          | M.5 | Italie      | Big Reef      | Maurizio Pasquale     | Luigi Camici       | Lady Costanza Stable          | 2'07"50 |
| 1993                       | Knifebox           | M.5 | Royaume-Uni | Diesis        | Pat Eddery            | John Gosden        | Cheikh Al Maktoum             | 2'07"60 |
| 1992                       | Misil              | M.4 | Italie      | Miswaki       | Frankie Dettori       | Vittorio Caruso    | Scuderia Laghi                | 2'07"40 |
| 1991                       | Sikeston           | M.5 | Italie      | Lear Fan      | Michael Roberts       | Clive Brittain     | Luciano Gaucci                | 2'06"50 |
| 1990                       | Legal Case         | M.4 | Royaume-Uni | Alleged       | Frankie Dettori       | Luca Cumani        | Sir Gordon White              | 2'02"30 |
| 1989                       | Highland Chieftain | M.6 | Royaume-Uni | Kampala       | Willie Carson         | John Dunlop        | D. R. Hunnisett               | 2'02"60 |
| 1988                       | Welsh Guide        | M.3 | Royaume-Uni | Caerleon      | Michael Kinane        | Michael Jarvis     | L. Monaldi                    | 2'02"70 |
| 1987                       | Orban              | M.4 | Royaume-Uni | Irish River   | Steve Cauthen         | Henry Cecil        | Prince A. A. Faisal           | 2'05"50 |